# واقع‌گرایی خام

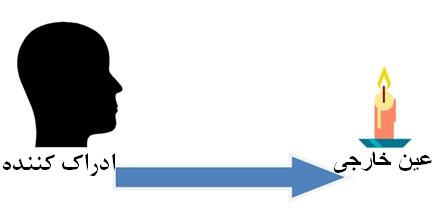
رئالیسم خام مدعی است دریافت ما از جهان خارج مستقیم است.

واقع‌گرایی خام یا رئالیسم خام یا واقع گرایی همانی نِگَر (به انگلیسی: Naïve realism) یک نظر در معرفت‌شناسی و فلسفه علم است که مدعی است دریافت ذهن ما از جهان خارج، مستقیم و بدون هیچ تغییر و تحول صورت می‌گیرد. 
به عبارت دیگر تصویری که از جهان مادّی خارج بر ذهن ما نقش می‌بندد، با وجود خارجی ماهیتاً یکسان است.
واقع‌گرایی خام با واقع‌گرایی غیرمستقیم تفاوت دارد.
ارسطو اولین کسی است که تبیینی از واقع‌گرایی خام به دست داد.